# О. Генри
О. Ге́нри (англ. O. Henry, настоящее имя Уи́льям Си́дни По́ртер, англ. William Sydney Porter; 11 сентября 1862 года, Гринсборо, Северная Каролина — 5 июня 1910 года, Нью-Йорк) — американский писатель, признанный мастер короткого рассказа. Его новеллам свойственны тонкий юмор и неожиданные развязки. Родился в семье доктора Элджернона Сидни Портера и Мэри Джейн Вирджинии Суэйм Портер.

## Биография
Уильям Сидни Портер родился 11 сентября 1862 года в городе Гринсборо (Северная Каролина) в семье врача, предками которого были английские и голландские колонисты. Его дядя в 1865—1868 годах был губернатором Северной Каролины.

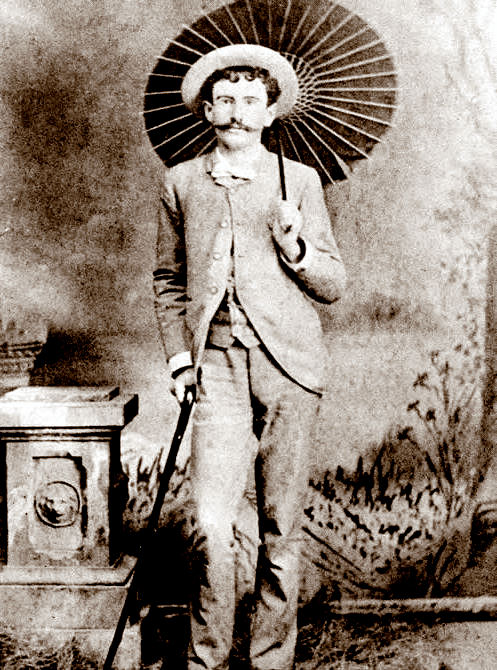
Молодой Портер в Остине

В трёхлетнем возрасте лишился матери, умершей от туберкулёза, и воспитывался своей тёткой по отцу Эвелиной Портер, которая являлась владелицей частной школы. После школы в 16 лет начал работать в аптеке у дяди продавцом и фармацевтом (1878). Быстро учился и через год, в 1879 году, получил лицензию фармацевта. Через три года, в 1881 году, уехал в Техас, так как у него были серьёзные симптомы заболевания туберкулёзом, и требовалось сменить климат. Там он жил на ранчо сына знакомого доктора Холла — Ричарда Холла, помогал в работе (привозил почту, помогал с приготовлением еды для ковбоев), но не получал жалованье и не платил за еду и кров. Через два года, излечившись и окрепнув, переехал в город Остин (Техас), где пробовал разные профессии — работал бухгалтером в фирме недвижимости, чертёжником в земельном управлении.
Будучи молодым холостяком, Портер вёл активную общественную жизнь в Остине. Он отличался остроумием, талантом рассказчика и музыкальными способностями: играл на гитаре и мандолине, пел в хоре в епископальной церкви Св. Давида и стал членом «Hill City Quartette» — группы молодых людей, которые пели на собраниях и исполняли серенады молодым женщинам города.

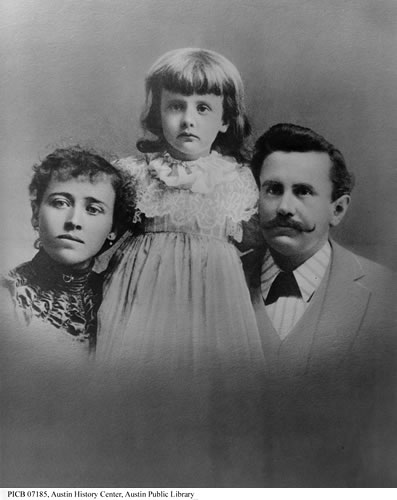
Уильям Портер с семьёй (супруга Атоль и дочь Маргарет) в начале 1890-х

Портер встретил Атоль Эстес из богатой семьи, когда ей было 17 лет. Историки полагают, что Портер встретил Атоль на закладке краеугольного камня Капитолия штата Техас 2 марта 1885 года. Её мать возражала против брака, потому что Атоль страдала от туберкулёза. 1 июля 1887 года Портер сбежал с Атоль и женился в гостиной дома преподобного Р. К. Смута, пастора Центральной пресвитерианской церкви, которую посещала семья Эстес. Пара продолжала участвовать в музыкальных и театральных коллективах, и Атоль поощряла своего мужа продолжать писать. В 1888 году Атоль родила сына (умер через несколько часов после рождения), а затем - дочь Маргарет Уорт Портер в сентябре 1889 года.
Друг Портера Ричард Холл стал комиссаром Техаса и предложил Портеру работу. 12 января 1887 года Портер начал работать чертёжником в Главном земельном управлении Техаса (GLO), получая зарплату 100 долларов в месяц. Зарплаты было достаточно, чтобы содержать семью, но он продолжал писать в журналы и газеты. В здании GLO он начал разрабатывать персонажей и сюжеты для таких историй, как «Резолюция» (1900) и «Клад» (1908). Здание, похожее на замок, в котором он работал, было даже вплетено в некоторые из его сказок, таких как «Бексарское дело № 2692» (1894). Его работа в GLO была политическим назначением Холла. Холл баллотировался на пост губернатора на выборах 1890 года, но проиграл. Портер подал в отставку 21 января 1891 года, на следующий день после присяги нового губернатора Джима Хогга.

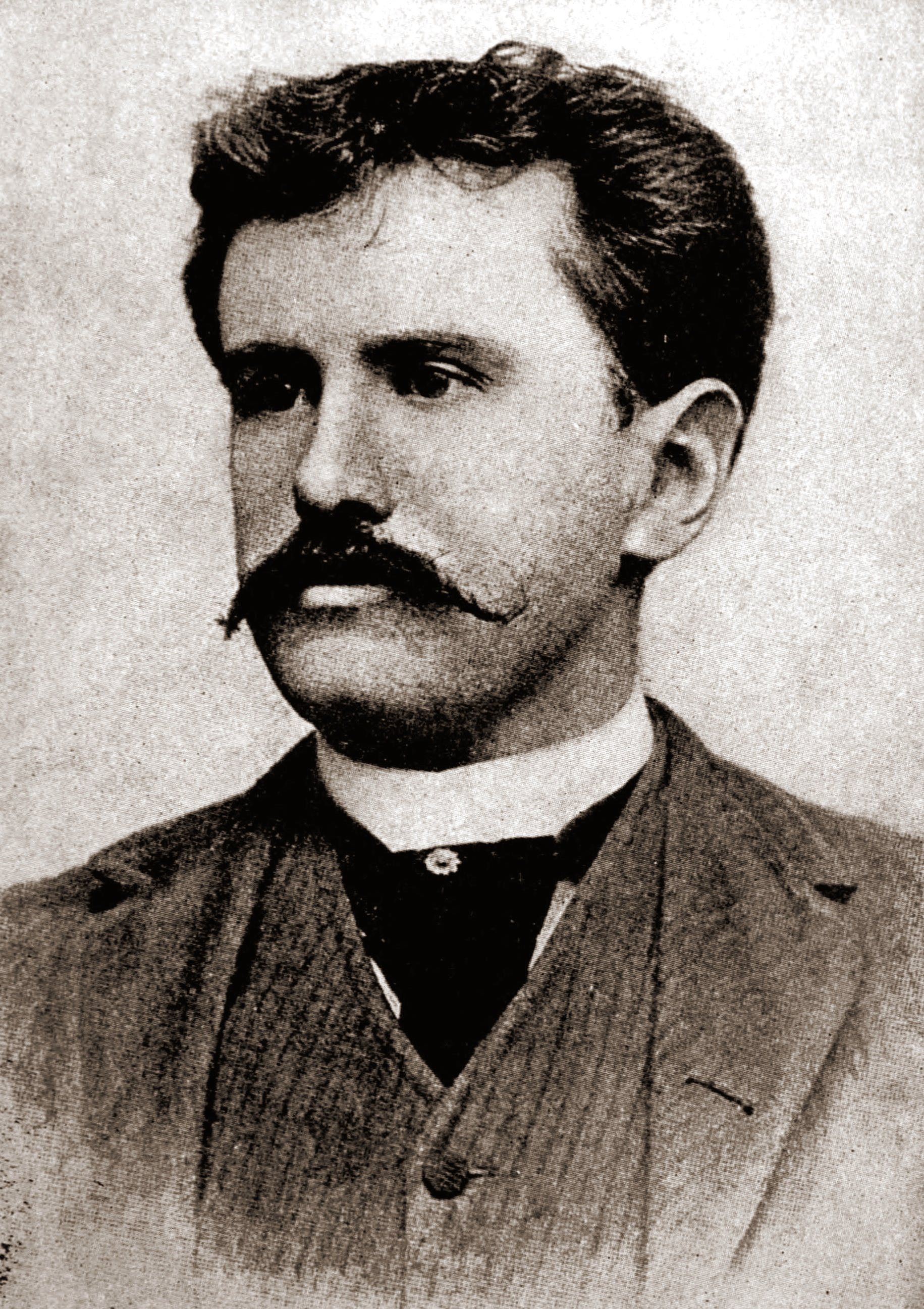
Портер в 30 лет

В том же году Портер начал работать в Первом национальном банке Остина в качестве кассира и бухгалтера за ту же зарплату, которую он получал в GLO. Банк работал неофициально, и Портер, по-видимому, небрежно вёл бухгалтерские книги и, возможно, присвоил средства. В 1894 году Портер был обвинен банком в растрате и потерял работу, но в то же время ему не было предъявлено юридического обвинения.
Затем он работал полный рабочий день над своим юмористическим еженедельником «The Rolling Stone» (Катящийся камень), который он начал, ещё работая в банке. В «The Rolling Stone» была показана сатира на жизнь, людей и политику, а также рассказы и зарисовки Портера. Хотя в конце концов «The Rolling Stone» достиг максимального тиража 1500 экземпляров, он потерпел неудачу в апреле 1895 года, потому что газета никогда не обеспечивала адекватного дохода. Тем не менее, его письма и рисунки привлекли внимание редактора газеты «Houston Post».
Портер и его семья переехали в Хьюстон в 1895 году, где он начал писать для «Houston Post». Его зарплата составляла всего 25 долларов в месяц, но с ростом популярности она неуклонно росла. Портер собирал идеи для своей колонки, слоняясь в холле отеля, наблюдая и разговаривая с людьми там. Это была техника, которую он использовал на протяжении всей своей писательской деятельности.

### Суд и тюрьма
Пока Портер был в Хьюстоне, федеральные аудиторы провели аудит Первого национального банка в Остине и обнаружили недостачу, которая привела к увольнению Портера. Последовало федеральное обвинение, и он был арестован по обвинению в растрате.
Тесть Портера заплатил залог, чтобы уберечь зятя от тюрьмы. Он должен был предстать перед судом 7 июля 1896 года, но накануне, когда менял поезда, чтобы добраться до здания суда, либо под воздействием импульсивного решения, либо заранее посоветовавшись с женой, Портер бежал сначала в Новый Орлеан, а затем — в Гондурас в Центральной Америке, с которым у Соединённых Штатов в то время не было договора о выдаче.
Портер жил в Гондурасе всего 6 месяцев до января 1897 года. Там он подружился с Элом Дженнингсом, печально известным грабителем поездов, который позже написал книгу о своей дружбе с О. Генри. Он спрятался в отеле Трухильо, где написал «Короли и капуста», в которой он придумал термин «банановая республика», впоследствии широко используемый для описания небольшой и нестабильной тропической страны в Латинской Америке с узкоспециализированной аграрной экономикой.
Перед побегом Портер отправил Атоль и Маргарет в Остин к родителям жены. Состояние Атоли сильно ухудшилось, что сделало невозможным её переезд к Портеру в Гондурас, как они планировали. Узнав, что его жена умирает, Портер вернулся в Остин 23 января 1897 года и сдался суду. В связи с состоянием жены Портер получил отсрочку. Атоль Эстес Портер умерла от туберкулёза 25 июля 1897 года.
После смерти жены Портер затворнически жил у её родителей, а осенью 1897 года снова начал писать. Привычные юморески и карикатуры сменились на «интерес к человеческому характеру, сочетающийся с драматической интригой» и со счастливым примирительно-утешительным финалом.
Очередное судебное заседание состоялось в понедельник 7 февраля 1898 года. На суде Портер мало что мог сказать в свою защиту, и 17 февраля 1898 года он был признан виновным в хищении 854,08 доллара США, осуждён по обвинению в растрате (возможно, ложному; тёмное дело, в банке почти не велась отчётность, деньги порой брались из кассы даже без ведома кассира, из 6000 долларов недостачи 5500 были возвращены владельцами банка, они же свидетельствовали в пользу Портера на суде, 500 долларов внесли родственники жены Рочи), приговорен к 5 годам тюрьмы и 25 марта 1898 года заключён в тюрьму города Колумбус штата Огайо под тюремным номером 30664.
Портер был лицензированным фармацевтом и мог работать в тюремной больнице в качестве ночного аптекаря. Ему дали собственную комнату в крыле больницы, но нет никаких записей о том, что он действительно провёл время в тюремном корпусе. Во время заключения в тюрьме им было создано 14 рассказов, опубликованных под разными псевдонимами, но самую широкую известность приобрёл псевдоним «О. Генри», впервые появившийся в рассказе «Рождественский чулок Дика-Свистуна» в декабрьском выпуске «Журнала Макклюра» за 1899 год. Друг Портера в Новом Орлеане отправлял эти произведения издателям, скрывая, что сам автор находится в тюрьме.
Портер провёл в заключении 3 года и 4 месяца и был досрочно освобожден 24 июля 1901 года за хорошее поведение. Он воссоединился со своей дочерью Маргарет, которой уже было 11 лет, в Питтсбурге, штат Пенсильвания, куда родители Атоли переехали после осуждения Портера. Маргарет никогда не говорила, что её отец был в тюрьме, а утверждала, что он был в командировке.

### После тюрьмы
Наиболее плодотворный писательский период Портера начался в 1902 году, когда он переехал в Нью-Йорк, чтобы быть рядом со своими издателями. Там он написал 381 рассказ (по другим данным, в его литературном наследии около 250 рассказов, объединённых в 10 сборников). В течение более года он писал воскресные рассказы для журнала New York World Sunday. Его остроумие, характеры и сюжетные повороты восхищали читателей, но часто подвергались нападкам критиков. Наиболее плодотворными стали 1904 год — 66 рассказов и 1905 год — 64 рассказа.
Портер снова женился в 1907 году на своей школьной любви Сарре (Салли) Линдси Коулман, с которой он встретился после посещения родного штата Северная Каролина. Сара Линдси Коулман также была писателем и написала романтическую вымышленную версию их переписки и ухаживания в своей новелле «Ветер судьбы».
Портер много пил, и к 1908 году заметно ухудшившееся здоровье повлияло на его творчество. В 1909 году Сара покинула его, и он скончался 5 июня 1910 года в Нью-Йорке в возрасте 47 лет от цирроза печени, осложнений диабета и расширения сердца. После прощания в Нью-Йорке он был похоронен на кладбище Риверсайд в Эшвилле, штат Северная Каролина.
Его дочь Маргарет Уорт Портер имела короткую писательскую карьеру с 1913 по 1916 год. В 1916 году она вышла замуж за мультипликатора Оскара Чезаре из Нью-Йорка, но они развелись 4 года спустя. Она умерла от туберкулёза в 1927 году и похоронена рядом с отцом.

## Происхождение псевдонима
В тюрьме Портер работал в лазарете фармацевтом (пригодилась редкая в тюрьме профессия) и писал рассказы, подыскивая себе псевдоним. В конце концов он остановил свой выбор на варианте О. Генри (часто неверно записывается наподобие ирландской фамилии O’Henry — О’Генри). Происхождение его не совсем ясно. Сам писатель утверждал в интервью, что имя Генри взято из колонки светских новостей в газете, а инициал О. выбран как самая простая буква. Одной из газет он сообщил, что О. расшифровывается как Olivier (французское имя Оливер), и действительно, несколько рассказов он опубликовал там под именем Olivier Henry.
По другим данным, это имя известного французского фармацевта Этьена Осеана Анри (Etienne Ocean Henry), медицинский справочник которого был популярен в то время.
Ещё одну гипотезу выдвинул писатель и учёный Гай Дэвенпорт: «О. Генри» — не что иное, как сокращение названия тюрьмы, где сидел автор — Ohio Penitentiary Ohio State Penitentiary. 21 апреля 1930 года она сгорела дотла.
Эл Дженнингс, который сидел с Портером в тюрьме и стал известен как автор книги «Сквозь тьму с О. Генри» (есть вариант перевода названия «С О. Генри на дне»), в своей книге сообщает, что псевдоним взят из известной ковбойской песни, где есть такие строчки: «Вернулся любимый в 12 часов. Скажи мне, о Генри, какой приговор?».
Есть мнение, Портер взял псевдоним О. Генри в честь физика Джозефа Генри, имя которого постоянно с восхищением произносил школьный учитель: «О! Генри! Это он открыл, что разряд конденсатора через катушку носит колебательный характер!» Первый свой рассказ под этим псевдонимом — «Рождественский подарок Дика-Свистуна», напечатанный в 1899 году в «Журнале Макклюра» (англ. McClure's Magazine), — он написал в тюрьме.

## Творчество

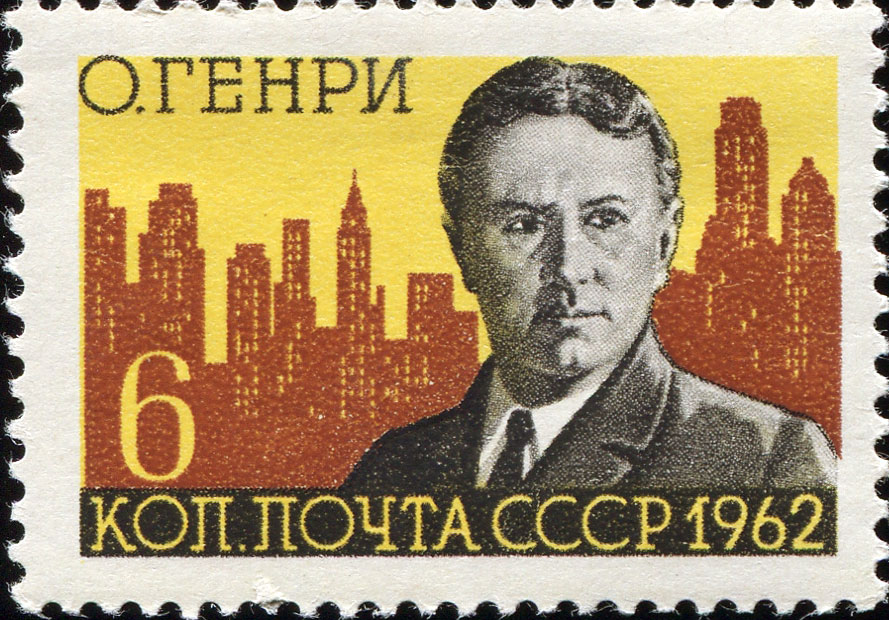
Почтовая марка СССР. 100 лет со дня рождения О. Генри.

Единственный роман О. Генри — «Короли и капуста» — вышел в 1904 году. Фактически это не роман, а сборник рассказов, объединённых общим местом действия. За ним последовали сборники рассказов:
- «Четыре миллиона» (число жителей тогдашнего Нью-Йорка), 1906),
- «Горящий светильник» (The Trimmed Lamp, 1907),
- «Сердце Запада» (Heart of the West, 1907),
- «Голос города» (The Voice of the City, 1908),
- «Благородный жулик» (The Gentle Grafter, 1908),
- «Дороги судьбы» (Roads of Destiny, 1909),
- «На выбор» (Options, 1909),
- «Деловые люди» (Strictly Business, 1910),
- «Коловращение» (Whirligigs, 1910),
- «Всего понемножку» (Sixes and Sevens, 1911) и
- «Под лежачий камень» (Rolling Stones, 1912).

Рассказы О. Генри, каждый из которых почти всегда содержал массу великолепно очерченных лиц и оригинальный, затейливый сюжет, быстро завоевали популярность у американских читателей. Критики стали называть писателя «американским Киплингом», «американским Мопассаном», «американским Гоголем», «американским Чеховым».
В сборник «Постскриптумы» (англ. Postscripts), изданный уже после смерти О. Генри, вошли фельетоны, наброски и юмористические заметки, написанные им для газеты «Почта» (Хьюстон, штат Техас, 1895—1896). Всего О. Генри написал около 600 рассказов, полное собрание его произведений составляет 18 томов.
Персонажи произведений О. Генри — часто неунывающие мелкие мошенники. При этом добрые и даже благородные. Но, родившиеся в бедных семьях, они обречены на нищенское существование, из которого всеми силами пытаются вырваться, и обычно — неудачно. Их попытки быть счастливыми, как правило, тщетны и оборачиваются лишь новыми неприятностями, подчас грустными и смешными.

## Премия О. Генри
Через восемь лет после его смерти, в 1918 году, в память о писателе была учреждена премия О. Генри (O. Henry Award), которая вручается ежегодно за лучший рассказ.

## Экранизации
- 1928 — по мотивам рассказа О. Генри «Как истый кабальеро» снят первый звуковой вестерн «В старой Аризоне».
- 1933 — советский режиссёр Лев Кулешов снял фильм «Великий утешитель», в основу которого легли факты из биографии О. Генри, а также две его новеллы.
- 1952 — по мотивам рассказов О. Генри снят американский фильм «Вождь краснокожих и другие…» с Мэрилин Монро в небольшой роли (новелла «Фараон и хорал»).
- 1956 — телеспектакль «The Gentle Grafter» («Благородный жулик»)[11], США.
- 1958 — режиссёр Иосиф Шапиро по мотивам одноимённого рассказа О. Генри снял короткометражный фильм «Коловращение жизни».
- 1959 — режиссёр Анри Вернёй по мотивам рассказа О. Генри «Вождь краснокожих» снял художественный фильм «Великий вождь/Le grand chef» с Фернанделем в главной роли.
- 1962 — советский режиссёр Леонид Гайдай снял фильм «Деловые люди», в который вошли три короткометражные новеллы «Дороги, которые мы выбираем», «Родственные души», «Вождь краснокожих».
- 1962 — телефильм «Три рассказа про Джеффа Питерса[серб.]»[12], Югославия.
- 1972 — польский режиссёр Валентина Марушевска сняла по одноимённому рассказу О. Генри киноновеллу «Дары волхвов», включённую в телефильм «Декамерон 40» (действие перенесено в предвоенную Польшу).
- 1975 — Сергей Юрский поставил телеспектакль «Младенцы в джунглях» по рассказам из цикла «Благородный жулик».
- 1977 — режиссёр Василий Давидчук по мотивам рассказов О. Генри «В антракте», «Без вымысла», «Негодное правило», «Предвестник весны», «Фараон и хорал», «Дебют Тильди» снял фильм «Джентльмены, которым не повезло». В ролях: Ростислав Плятт, Владимир Кенигсон, Виктор Сергачёв, Валерий Носик, Анатолий Баранцев, Александр Леньков, Юрий Кузьменков, Елизавета Никищихина, Татьяна Васильева, Евгений Перов, Татьяна Шумова, Ирина Азер, Роман Филиппов, Ксения Минина, Серёжа Ковальский.
- 1978 — режиссёр Николай Рашеев по мотивам романа «Короли и капуста» снял одноимённый фильм.
- 1978 — режиссёр Альгимантас Пуйпа по мотивам рассказов О. Генри «Персики», «Русские соболя», «Дары волхвов», «Фараон и хорал» снял фильм «Не буду гангстером, дорогая». В главных ролях: Нийоле Ожелите, Костас Сморигинас, Витаутас Паукште, Антанас Шурна, Кестусис Генис, Вильгельмас Вайчекаускас, Ремигиюс Вилкайтис, Витаутас Григолис, Михаил Евдокимов, Леонас Змирскас.
- 1979 — «Поросячья этика», телеспектакль Центрального телевидения СССР по одноимённому рассказу, режиссёр В. Шлезингер.
- 1982 — режиссёр Александр Павловский по мотивам рассказов О. Генри из сборника «Благородный жулик» снял трёхсерийный фильм «Трест, который лопнул» с главными героями Энди Таккером (Регимантас Адомайтис) и Джефферсоном Питерсом (Николай Караченцов).
- 1984 — режиссёр Тынис Каск по мотивам рассказов О. Генри снял фильм «Две пары и одиночество».
- 1985 — мультфильм «Чертёнок с пушистым хвостом», пародия на рассказ «Вождь краснокожих».
- 1981 — режиссёр Арнольд Буровс на Рижской киностудии по мотивам рассказов О. Генри снял кукольный мультфильм «Бимини».
- 1984 — режиссёр Арнольд Буровс по новелле «Последний лист» снял одноимённый кукольный мультфильм.
- 1987 — режиссёр Арнольд Буровс по новелле «Принцесса и пума» снял одноимённый кукольный мультфильм.
- 1996 — режиссёр Мария Муат по мотивам одноимённой повести О. Генри создала кукольный мультфильм «Короли и капуста».
- 1997 — режиссёр Борис Берзнер снял фильм «Дела Лоховского», состоящий из трёх киноновелл; первая из них — «Привет от тёзки» — использует фабулу «Поросячьей этики».
- 1998 — режиссёр Боб Кларк по мотивам рассказа О. Генри «Вождь краснокожих» снял фильм «Похищение вождя краснокожих».
- 1999 — серия «Маски-шоу» «Маски в криминале» снята как пародия на рассказ «Вождь краснокожих».
- 2000 — режиссёры Андрей Кравчук и Юрий Фетинг по мотивам рассказа О. Генри «Ёлка с сюрпризом» сняли фильм «Рождественская мистерия».
- 2003 — Георгий Юнгвальд-Хилькевич снял «Новогодний романс», перенеся в наше время действие рассказов «Дары волхвов» и «Последний лист».
- 2009 — кинематографистами казахстанской студии «Балапан-фильм» по мотивам новеллы «Родственные души» снят фильм «Вор» (режиссёр и автор сценария — Гани Кураш), но в данном случае фильм наполнен местным колоритом и откровенно пропагандирует мусульманские духовные ценности.
- 2010 — пятая серия («С волками жить…») мультипликационного сериала «Маша и Медведь» представляет собой пародию на рассказ «Вождь краснокожих».
- 2012 — Егор Анашкин по мотивам рассказа «Вождь краснокожих» снял фильм-пародию «Вождь разнокожих».
- 2020 — Елена Елагина по мотивам рассказа «Пока ждёт автомобиль» сняла фильм «Мой Ламборгини ярко-жёлтого цвета».